# Летавет, Август Андреевич
Август Андреевич Летавет (латыш. Augusts Lietavietis, 6 [18] февраля 1893, хутор Сенули, Берзаунская волость, Мадонский уезд, Лифляндская губерния, Российская империя — 29 июня 1984, Москва, СССР) — советский гигиенист.

## Биография справка

### Ранние годы

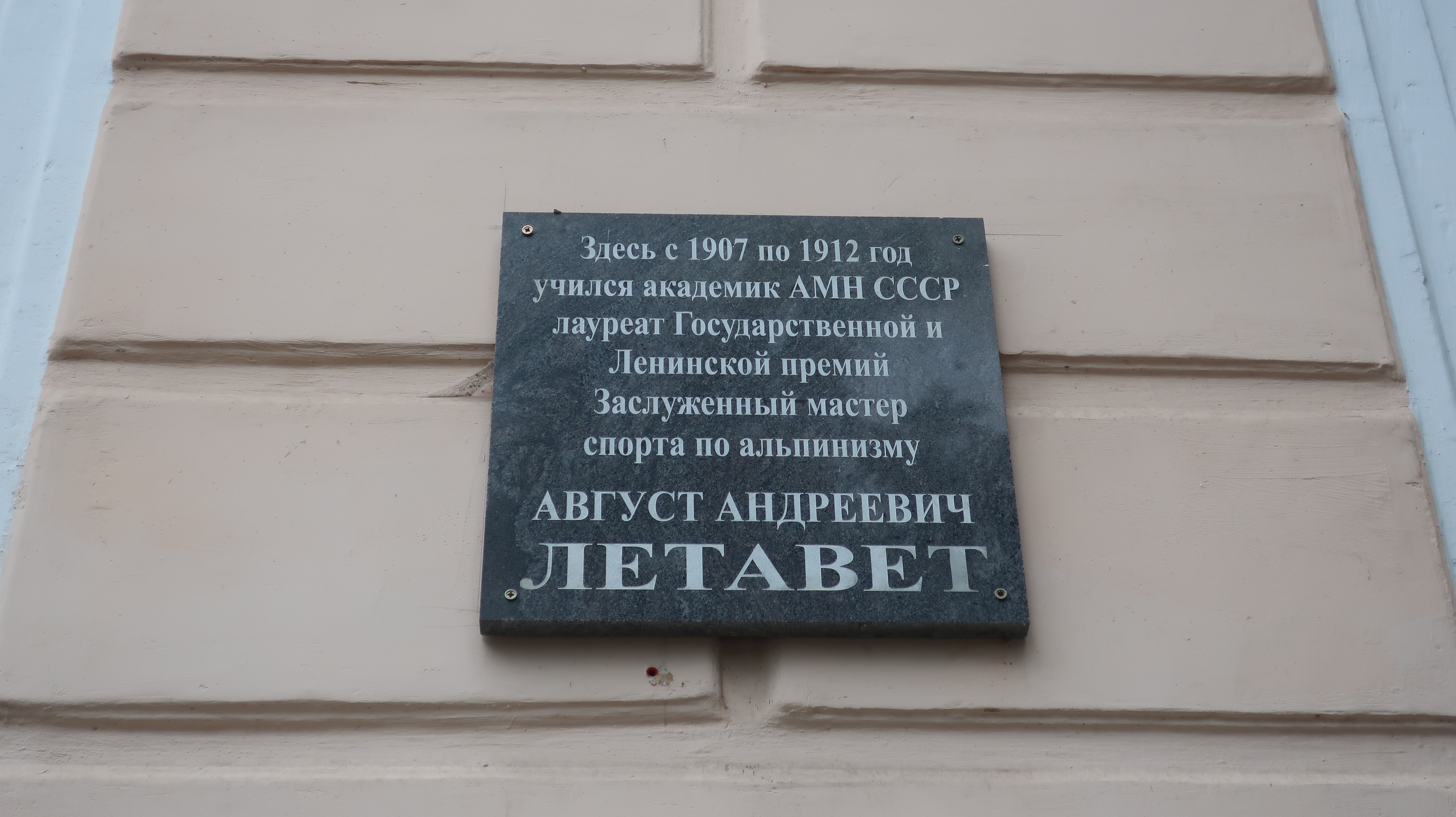
Мемориальная доска на стене Псковской гимназии, где учился А. А. Летавет

Родился 6 (18 февраля) 1893 года на хуторе Сенули (ныне Мадонский край, Латвия). После окончания Берзаунской начальной школы в 1907 году поступил в Псковскую гимназию, которую окончил в 1912 году с золотой медалью. Гимназическую дружбу с Ю. Н. Тыняновым и Л. А. Зильбером (впоследствии ставшим крупнейшим вирусологом и иммунологом, старшим братом писателя В. А. Каверина) сохранил на всю жизнь.

### Научная и производственная деятельность
В 1917 году окончил медицинский факультет Московского университета. По окончании университета работал санитарным инспектором Народного комиссариата труда, затем (1924—1931) был ассистентом кафедры гигиены труда 2-го Московского медицинского института и Центрального института охраны труда (1925—1927). Занимался разработкой системы санитарного надзора за заводами и реализацией гигиенических рекомендаций для различных отраслей промышленности. Публиковал статьи об оздоровлении условий труда газового и кожевенного производств, о сибирской язве и сапе у грузчиков, о микроклимате производственных помещений.
Позже работал в Центральном институте гигиены труда и промышленной санитарии Наркомздрава РСФСР (1927—1935), затем в Центральном институте гигиены труда и профзаболеваний (1935—1945). До войны занимался вопросами радиационной безопасности, автор «Гигиена труда в производстве радия». После 1947 г. провел исследования по профилактике и средствам защиты от ионизирующей радиации, условий труда при работе с радиоактивными веществами, механизмов действия излучений, развития некоторых лучевых заболеваний. В итоге были приняты санитарные нормы и правила при работе с источниками излучений, что улучшило сохранность здоровья работников.
В 1948—1971 работал директором НИИ гигиены труда и профзаболеваний и одновременно (1931—1955) заведующим кафедрой промышленной гигиены ЦИУВ. Действительный член АМН СССР (с 1950 года, член-корреспондент с 1945 года). С 1957 года — академик-секретарь отделения гигиены, микробиологии и эпидемиологии АМН СССР.
Основные работы Летавета посвящены проблемам общей и частной гигиены труда, изучению вопросов влияния производственных метеорологических условий на организм, профилактики силикоза, промышленной токсикологии. Он занимался профилактикой пневмокониозов, вопросами разработки ПДКрз для токсичных веществ. Внес крупный вклад в развитие гигиены труда, нормативно-правовой базы и законодательства, организации службы сохранения здоровья на рабочем месте. Был инициатором создания ряда научных учреждений по гигиене труда и профзаболеваний в разных городах СССР. При его участии был создан журнал «Гигиена труда и профессиональные заболевания» (теперь «Медицина труда и промышленная экология»).
Участвовал в составлении первого советского законодательства по санитарной охране труда промышленных рабочих. Летавет был избран вице-президентом Международной организации по профессиональной медицине (1961).
Состоял в ряде международных санитарно-гигиенических организаций, был экспертом ВОЗ.

### Спорт
Начал заниматься альпинизмом в 1930-е годы. С его участием открыты и покорены вершины Памира и Тянь-Шаня, многим из них он сам дал имена. В 1934 году на Тянь-Шане открыл ледник, названный именем известного океанолога, географа и путешественника Юлия Михайловича Шокальского. Одна из вершин на Тянь-Шане носит имя Летавета.
Был членом Национального географического общества США.

### Смерть
Август Андреевич Летавет умер 29 июня 1984 года, похоронен в Москве на Введенском кладбище (14 участок).

## Награды и премии
- Почётный член Чехословацкого медицинского общества имени Я. Пуркине
- Сталинская премия второй степени (29.10.1949) — за разработку системы мероприятий защиты от радиоактивных излучений
- Ленинская премия (1963).
- три ордена Ленина
- три ордена Трудового Красного Знамени (в том числе 17.09.1943, 29.10.1949)
- орден «Знак Почёта»
- медали
- заслуженный мастер спорта СССР по альпинизму (1946).

## Основные научные труды
- Курс гигиены труда. Учебник для студентов санитарных факультетов медицинских институтов. — М., 1946 (совм. с др.).
- Радиационный теплообмен человека с окружающей средой // Гигиена труда, заболеваемость и профилактика травматизма в металлургической и горнорудной промышленности. — М., 1956.
- Гигиена труда при работе с радиоактивными веществами и излучениями // Действие облучения на организм. — М., 1955 (Доклады Советской делегации на Международной конференции по мирному использованию атомной энергии. Женева, 1955).
- Гигиенические проблемы радиологии // «Медицинская радиология». — 1957. — № 1.
- Современное состояние проблемы силикоза // Силикоз. Труды расширенного заседания президиума АМН СССР [Томск и Киев]. — М., 1956.